# Quixaba (Pernambuco)
Quixaba es un municipio brasileño del estado de Pernambuco. El municipio está compuesto por el distrito sede y por el distrito de Lagoa da Cruz. Tiene una población estimada al 2020 de 6 805 habitantes.

## Historia
El topónimo Quixaba es de un árbol brasileño que su corteza tiene propiedades medicinales. El distrito de Quixaba fue creado en el 1953, subordinado al municipio de Flores. El 1 de octubre de 1991 fue elevado a la categoría de municipio, emancipándolodolo de Carnaíba.

## Geografía
Se localiza a una latitud 07º43'13" sur y la una longitud 37º50'54" oeste, estando a una altitud de 542 metros.